# اندیس سنگ گچ ۳۴۴۵
سنگ گچ ۳۴۴۵ یک اندیس مصالح ساختمانی است که در حوالی شهر بزنجان استان فارس قرار دارد و مادهٔ معدنی موجود در آن، گچ است.سنگ میزبان این اندیس مارن و آهک مارنی و سنگ گچ است و دیرینگی آن به دوران میوپائین (سازند گچساران) می‌رسد. 